# 劉允中 (成化進士)
劉允中，字叔彜，江西瑞州府高安縣人，軍籍，明朝政治人物。進士出身。

## 生平
早年出身國子生，江西鄉試第七十□名。成化十四年（1478年）戊戌科會試第四□名，殿試登進士第二甲第四十七名。

## 家族
曾祖父劉啟弘。祖父劉公輔。父亲劉志海。